# Adalbert Colsman (Unternehmer, 1886)

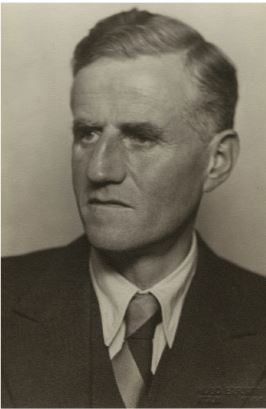
Adalbert Colsman

Adalbert Colsman (* 9. Juni 1886 in Langenberg; † 1. April 1978 ebenda) war ein deutscher Unternehmer und Kunstmäzen.

## Leben
Adalbert Colsman war das jüngste Kind des Unternehmers Hermann Colsman. Er trat 1912 in das Geschäft der traditionsreichen Seidenweberei Conze & Colsman in Langenberg ein. 1915 wurde er Geschäftsführer, 1958 wechselte er als geschäftsführender Gesellschafter in den Beirat.
Er war in zahlreichen Wirtschaftsverbänden und Aufsichtsräten aktiv. 1947 wurde er Präsidiumsmitglied der Industrie- und Handelskammer, später Vizepräsident. 1946 war Colsman Mitbegründer der Vereinigung der industriellen Wirtschaftsverbände, aus der später der Bundesverband der Deutschen Industrie (BDI) hervorging; er beteiligte sich an der Gründung der Stiftung „Kulturkreis“ im BDI.
1945 wurde er von der US-amerikanischen Besatzungsmacht zum ersten Nachkriegs-Bürgermeister der Stadt Langenberg berufen und übte dieses Amt bis 1946 aus.
1955 wurde er von Bundespräsident Theodor Heuss mit dem Großen Verdienstkreuz des Verdienstordens der Bundesrepublik Deutschland geehrt.
Adalbert Colsmans ältere Schwester Gertrud war die Ehefrau des Hagener Kunstsammlers und Mäzens Karl Ernst Osthaus, über sie wurde er schon früh mit moderner Kunst bekannt und verkehrte in Künstlerkreisen. So war er befreundet mit Künstlern wie Emil Nolde oder Christian Rohlfs und wurde zum Kunstmäzen und Förderer des Museums Folkwang in Essen. Von 1922 bis 1978 vertrat er die Erben Osthaus im Kuratorium des Museums Folkwang und von 1937 bis 1959 war er Vorsitzender des Museumsvereins. 1964 gründete er zusammen mit seiner Frau die Adalbert und Thilda Colsman Stiftung für Kunst und Kultur.